# Trofeo Masferrer
Il Trofeo Mansferrer era una corsa in linea che si disputava in Catalogna nel periodo di settembre.
Dal 1961 al 1967 era in palio all'interno di una tappa della Setmana Catalana de Ciclisme.

## Albo d'Oro
Aggiornato all'edizione 1994. 
| Anno    | Vincitore                 | Secondo                      | Terzo                        |
| ------- | ------------------------- | ---------------------------- | ---------------------------- |
| 1932    | Mariano Cañardo           | Josep Campamà                | Ricardo Ferrando             |
| 1933    | Mariano Cañardo           | Isidro Figueras              | Antonio Escuriet             |
| 1934    | Isidro Figueras           | José Nicolau Balaguer        | Enrique Cortés               |
| 1935    | Luigi Ferrando            | Antonio Destrieux            | Vicente Trueba               |
| 1936    | Antonio Prior             | Mariano Cañardo              | Juan Mayol                   |
| 1940    | Antonio Andrés Sancho     | Juan Gimeno                  | Fernando Murcia              |
| 1941    | Fernando Murcia           | Antonio Andrés Sancho        | Delio Rodríguez              |
| 1942    | Fernando Murcia           | Martin Mancisidor            | Antonio Andrés Sancho        |
| 1943    | Julián Berrendero         | Antonio Andrés Sancho        | Delio Rodríguez              |
| 1944    | Antonio Andrés Sancho     | Martín Mancisidor            | Fernando Murcia              |
| 1945    | Enric Armengol            | Antonio Martín Eguia         | Miguel Poblet Orriols        |
| 1946    | Miguel Gual               | Victorio Ruiz                | José Escolano                |
| 1947    | Miguel Gual               | Dalmacio Langarica           | Joaquín Olmos                |
| 1948    | non disputato             | non disputato                | non disputato                |
| 1949    | Miquel Bover Pons         | Emilio Rodríguez             | Bernardo Ruiz                |
| 1950    | Francisco Masip           | José Vidal Porcar            | Antonio Gelabert             |
| 1951    | Manuel Rodríguez Barros   | Miguel Poblet                | Bernardo Ruiz                |
| 1952    | Francisco Alomar          | Bernardo Capó                | Joan Escolà                  |
| 1953    | Hortensio Vidaurreta      | Vicente Iturat               | Bernardo Ruiz                |
| 1954    | Miguel Poblet             | Miquel Bover Pons            | Manuel Rodríguez Barros      |
| 1955    | Gabriel Company           | Vicente Iturat               | Francisco Masip              |
| 1956    | Francisco Masip           | Antonio Bertrán Panadés      | Juan Campillo                |
| 1957    | Vicente Iturat            | Juan Crespo                  | Francisco Moreno Martínez    |
| 1958    | Juan Crespo               | Gabriel Company              | Fernando Manzaneque          |
| 1959    | Gabriel Company           | Antonio Karmany              | Miguel Pacheco               |
| 1960    | Francisco Moreno Martínez | Gabriel Mas Arbona           | Aniceto Utset                |
| 1961-62 | non disputato             | non disputato                | non disputato                |
| 1963    | Adolf de Waele            | Sebastián Elorza             | Ramón Mendiburu              |
| 1964    | Jaime Alomar              | Antonio Gómez del Moral      | Eusebio Vélez                |
| 1965    | Antonio Bertrán Panadés   | Francesc Tortellà Rebassa    | Rafael Carrasco Guerra       |
| 1966    | Manuel Martín Piñera      | Esteban Martín Jiménez       | José Manuel Lasa             |
| 1967    | Jaime Alomar              | José Pérez Francés           | Domingo Perurena             |
| 1968    | Dino Zandegù              | José Samyn                   | Bruno Mealli                 |
| 1969    | Dino Zandegù              | Antonio Gómez del Moral      | Cipriano Chemello            |
| 1970    | Ramón Sáez                | Franco Bitossi               | Marc Sohet                   |
| 1971    | Domingo Perurena          | Ramón Sáez                   | Marc Sohet                   |
| 1972    | Francisco Galdós          | Santiago Lazcano             | José Luis Abilleira          |
| 1973    | Javier Elorriaga          | José Gómez Lucas             | Germán Martín Sáez           |
| 1974    | Domingo Perurena          | Andrés Oliva                 | Javier Elorriaga             |
| 1975    | Domingo Perurena          | Javier Elorriaga             | Eddy Peelman                 |
| 1976    | Félix Suárez Colomo       | Josef Fuchs                  | Custodio Mazuela             |
| 1977    | José Luis Viejo           | José Manuel García Rodríguez | Pedro Vilardebo              |
| 1978    | Miguel María Lasa         | Jesús Suárez Cueva           | Pedro Torres Cruces          |
| 1979    | Antoine Gutierrez         | Rafael Ladrón de Guevara     | Salvador Gálvez Massó        |
| 1980    | Juan Martín Ocaña         | Lorenzo Vidal                | Jesús Suárez Cueva           |
| 1981    | Daniel Gisiger            | Vicente Belda                | José Luis Rodríguez Inguanzo |
| 1982    | non disputato             | non disputato                | non disputato                |
| 1983    | Julián Gorospe            | Angel Ocaña                  | Miguel Ángel Iglesias        |
| 1984    | Alberto Fernández Blanco  | Jesús Suárez Cueva           | Miguel Ángel Iglesias        |
| 1985    | Noël Dejonckheere         | Alfonso Gutiérrez            | Jesús Suárez Cueva           |
| 1986    | Antonio Esparza           | Noël Dejonckheere            | José Luis Laguía             |
| 1987    | Roberto Córdoba           | Rubén Gorospe                | Mathieu Hermans              |
| 1988    | Mathieu Hermans           | Antonio Esparza              | Miguel Ángel Iglesias        |
| 1989    | Casimiro Moreda           | Marino Alonso                | Álvaro Mejía                 |
| 1990    | Enrique Aja               | Neil Stephens                | Edgar Corredor               |
| 1991    | Malcolm Elliott           | Américo Silva                | Julio César Ortegón          |
| 1992    | Mario Manzoni             | Mathieu Hermans              | Kenneth Weltz                |
| 1993    | José Rodríguez García     | Alfonso Gutiérrez            | Asjat Saitov                 |
| 1994    | Ángel Edo                 | Asjat Saitov                 | Davide Bramati               |